# 麥克斯·史塔西
麥克斯·羅伯特·史塔西（英語：Max Robert Stassi，1991年3月15日—），為美國職棒大聯盟的捕手，目前為自由球員，先前曾效力過太空人與天使等隊。2009年美國職棒大聯盟選秀，他在第4輪被運動家隊選走。

## 職業生涯

### 休士頓太空人

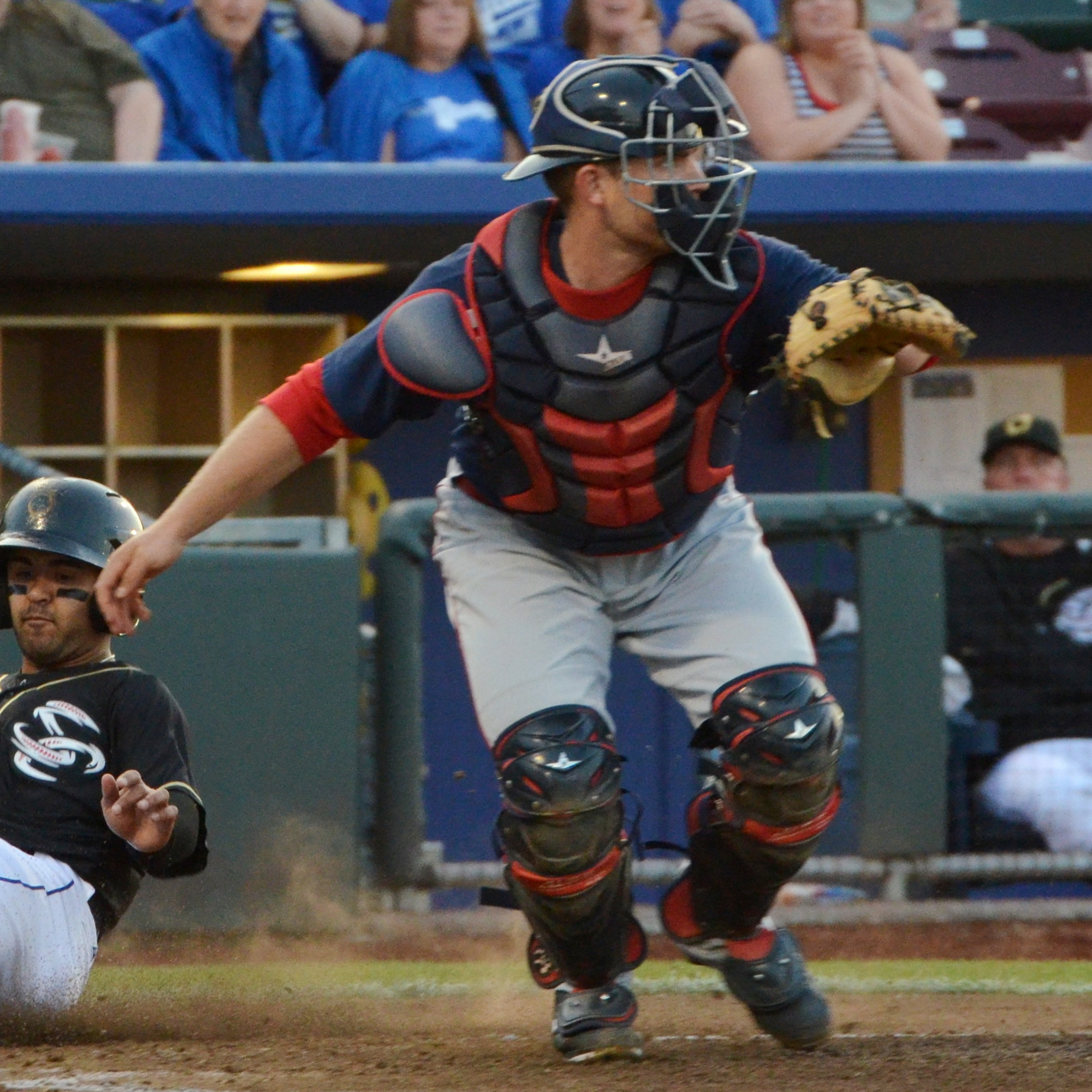
2014年的史塔西

2013年2月4日，運動家將史塔西、Brad Peacock和Chris Carter交易到太空人，換來傑德·羅銳和Fernando Rodriguez。7月，他在小聯盟曾達成連續5場比賽開轟。8月20日，史塔西登上大聯盟，並敲出2支安打。不過他在第二場比賽就被觸身球擊中臉部，導致提前退場。而這次觸身球剛好是在滿壘情況下發生，因此史塔西獲得大聯盟首分打點。2014年，他僅在大聯盟出賽7場比賽，打擊率為3成50。
2015年，史塔西在3A繳出2成11的打擊率。後來球隊因為傑森·卡斯楚受傷，史塔西也獲得出場機會。球季結束後，球隊將漢克·康格交易。2016年3月，史塔西左手鉤骨骨折而進入傷兵名單。他在小聯盟的打擊率為2成30。
2017年3月，球隊將史塔西從40人名單中移除。8月14日，因為布萊恩·麥肯受傷，因此史塔西回到大聯盟。結果他在8月25日左手發炎，這年他的打擊率僅1成67，並敲出2轟與4分打點。這年他沒有入選球隊的季後賽名單。
2018年，史塔西成為麥肯的替補捕手，這年他的打擊率為2成26。2019年，史塔西成為羅賓森·齊利諾斯的替補捕手，這年他只出賽31場比賽，只敲出1轟與3分打點。

### 洛杉磯天使
2019年7月31日，太空人將史塔西交易到天使，換來Rainier Rivas及Raider Uceta。2020年，他的打擊率為2成78，並敲出7轟與20分打點。但他在31場比賽就被盜壘32次。
2021年6月14日，史塔西以4成55的打擊率拿下美聯單週最佳球員。2022年3月24日，天使與史塔西簽下3年1750萬美元的延長合約。整季他繳出1成80的打擊率，並敲出9轟與30分打點。
2023年春訓，史塔西因為臀部受傷進入傷兵名單，最後整季報銷。

### 亞特蘭大勇士
2023年12月8日，天使將史塔西和大衛·弗萊契爾交易到勇士，換來Evan White及Tyler Thomas。

## 個人生活
史塔西的父親、爺爺和曾祖父都曾是小聯盟的捕手。他的叔祖父Myril Hoag曾在1930年代隨洋基隊拿下3座世界大賽冠軍，他在世界大賽的打擊率高達3成20。他的哥哥Brock也是一名大聯盟選手，目前是自由球員。

## 外部連結
- 球員資訊和成績在MLB，ESPN，Baseball-Reference，Fangraphs（英文）